# Naturschutzgebiet Keitenplatz
Das Naturschutzgebiet Keitenplatz mit einer Größe von 3,9 ha liegt nordwestlich von Lengenbeck im Stadtgebiet von Schmallenberg. Das Gebiet wurde 2008 mit dem Landschaftsplan Schmallenberg Südost durch den Hochsauerlandkreis als Naturschutzgebiet (NSG) ausgewiesen. 

## Gebietsbeschreibung
Beim NSG handelt es sich um eine Rodungsinsel im Wald mit Grünland. Beim Grünland handelt es sich um Nass-, Feucht- und Magergrünland. 

## Pflanzenarten im NSG
Im NSG kommen seltene Tier- und Pflanzenarten vor. Auswahl vom Landesamt für Natur, Umwelt und Verbraucherschutz Nordrhein-Westfalen dokumentierter Pflanzenarten: Acker-Witwenblume, Berg-Platterbse, Bitteres Schaumkraut, Blutwurz, Breitblättriges Knabenkraut, Echte Schlüsselblume, Echtes Mädesüß, Faden-Klee, Gänseblümchen, Gänsefingerkraut, Gamander-Ehrenpreis, Geflecktes Johanniskraut, Geflecktes Knabenkraut, Gelb-Segge, Gewöhnliche Pestwurz, Gewöhnliches Ferkelkraut, Glattes Habichtskraut, Gras-Sternmiere, Harzer Labkraut, Heidelbeere, Hirse-Segge, Kleine Bibernelle, Kleiner Baldrian, Kleiner Sauerampfer, Kriechender Günsel, Kriechender Hahnenfuß, Magerwiesen-Margerite, Männliches Knabenkraut, Mondraute, Mücken-Händelwurz, Quellen-Hornkraut, Quendel-Ehrenpreis, Scharbockskraut, Scharfer Hahnenfuß, Schlangen-Knöterich, Skabiosen-Flockenblume, Spitzblütige Binse, Spitzlappiger Frauenmantel, Spitzwegerich, Sumpf-Dotterblume, Sumpf-Veilchen, Sumpf-Vergissmeinnicht, Vogel-Wicke, Wald-Ziest, Weißes Labkraut, Wiesen-Bärenklau, Wiesen-Flockenblume, Wiesen-Kerbel, Wiesen-Platterbse, Wiesen-Sauerampfer, Wiesen-Schaumkraut, Wolliges Honiggras und Zaun-Wicke.

## Schutzzweck
Das NSG soll den Grünlandbereich mit seinem Arteninventar schützen.
Wie bei allen Naturschutzgebieten in Deutschland wurde in der Schutzausweisung darauf hingewiesen, dass das Gebiet „wegen der Seltenheit, besonderen Eigenart und Schönheit des Gebietes“ zum Naturschutzgebiet wurde.